# For Sentimental Reasons (Linda Ronstadt)
For Sentimental Reasons è un album in studio della cantante statunitense Linda Ronstadt, pubblicato nel 1986.
È il terzo disco di una trilogia legata al jazz e realizzata con l'ausilio di Nelson Riddle.

## Tracce
1. When You Wish Upon a Star – 3:46 (Leigh Harline, Ned Washington)
2. Bewitched, Bothered and Bewildered – 4:24 (Lorenz Hart, Richard Rodgers)
3. You Go to My Head – 3:36 (J. Fred Coots, Haven Gillespie)
4. But Not for Me – 5:24 (George Gershwin, Ira Gershwin)
5. My Funny Valentine – 3:00 (Hart, Rodgers)
6. I Get Along Without You Very Well – 4:15 (Hoagy Carmichael, Jane Brown Thompson)
7. Am I Blue? – 2:54 (Harry Akst, Grant Clarke)
8. (I Love You) For Sentimental Reasons – 3:42 (William Best, Deek Watson)
9. Straighten Up and Fly Right – 2:15 (Nat King Cole, Irving Mills)
10. Little Girl Blue – 4:35 (Hart, Rodgers)
11. 'Round Midnight – 4:19 (Thelonious Monk, Bernie Hanighen, Cootie Williams)